# Conselho Nacional para a Salvaguarda da Pátria
O Conselho Nacional para a Salvaguarda da Pátria (em francês:  Conseil national pour la sauvegarde de la patrie, CNSP) é a junta militar governante do Níger após o golpe de Estado de 2023.

## Formação
Na noite de 26 de julho de 2023, o coronel-major Amadou Abdramane da Força Aérea do Níger foi ao canal de televisão estatal Télé Sahel para alegar que o presidente Mohamed Bazoum, que havia sido detido anteriormente pela guarda presidencial em sua residência oficial na capital Niamey, foi removido do poder e anunciou a formação da junta. Sentado e flanqueado por outros nove oficiais vestindo uniformes, ele declarou que as forças de defesa e segurança decidiram derrubar o governo de Bazoum "devido à deterioração da situação de segurança e má governança". Também anunciou a dissolução da constituição do país, a suspensão das instituições estatais, o fechamento das fronteiras e um toque de recolher nacional das 22h00 às 05h00, horário local, até novo aviso, enquanto advertia contra qualquer intervenção estrangeira.
Em 27 de julho, o Coronel Abdramane anunciou na televisão que todas as atividades dos partidos políticos no país seriam suspensas até novo aviso. A liderança das Forças Armadas do Níger emitiu um comunicado assinado pelo chefe do Estado-Maior do Exército, general Abdou Sidikou Issa, declarando seu apoio ao golpe, citando a necessidade de "preservar a integridade física" do presidente e sua família e evitar "um confronto mortal ... que poderia criar um banho de sangue e afetar a segurança da população."

## Liderança
Em 28 de julho, o comandante da guarda presidencial, General Abdourahamane Tchiani, proclamou-se presidente do conselho em um discurso na Télé Sahel. Ele disse que o golpe foi empreendido para evitar "a falência gradual e inevitável" do país e afirmou que Bazoum tentou esconder "a dura realidade" nacional, que chamou de " um amontoado de mortos, deslocados, humilhação e frustração". Também criticou a estratégia de segurança do governo por sua suposta ineficácia, mas não deu um cronograma para o retorno ao governo civil.

## Membros notáveis
- Abdourahamane Tchiani, Presidente
- Amadou Abdramane, porta-voz

## Nota
- Este artigo foi inicialmente traduzido, total ou parcialmente, do artigo da Wikipédia em inglês cujo título é «National Council for the Safeguard of the Homeland».